# Bernhard Studer (geolog)
Bernhard Studer, född 21 augusti 1794 i Büren an der Aare vid Bern, död där 2 maj 1887, var en schweizisk geolog och fysiker.
Studer var professor i mineralogi i Bern 1834-1873 och studerade särskilt Alpernas geologi. Tillsammans med Arnold Escher von der Linth utgav han Carte géologique de la Suisse (fyra blad, 1853; andra upplagan 1867). Studer tilldelades Wollastonmedaljen 1879.